# Privilège paulin

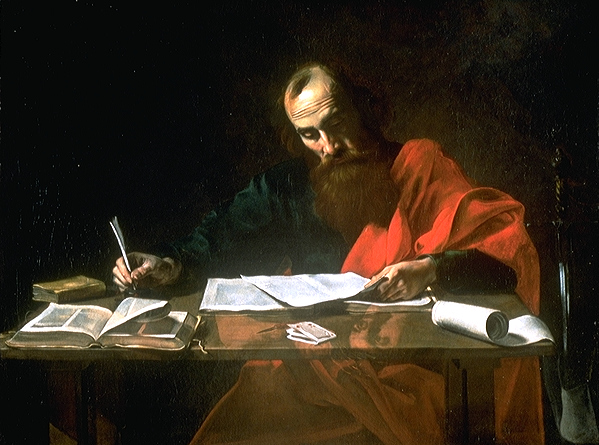
Saint Paul écrivant ses épîtres, Valentin de Boulogne, début du XVII^{e} siècle, musée des Beaux-Arts de Houston

Le Privilège paulin (Privilegium Paulinum) est une exception au principe de l’indissolubilité du mariage naturel admise par l’Église catholique. Fondé sur un passage de la première lettre de saint Paul aux chrétiens de Corinthe, il autorise la dissolution d'un mariage naturel lorsque, à la suite du baptême de l’un des deux, la partie baptisée veut contracter un mariage sacramentel avec un tiers baptisé et que le conjoint non-baptisé refuse la vie commune.
Le privilège paulin ne doit pas être confondu avec le privilège pétrinien.

## Contexte
Dans sa première lettre aux Corinthiens, Paul répond à des demandes qui lui sont faites concernant des problèmes rencontrés par les chrétiens de Corinthe. Après avoir insisté sur la réciprocité dans la relation sexuelle à l’intérieur du mariage et avoir encouragé la réconciliation entre époux chaque fois que possible, il aborde la question du mariage entre païens et chrétiens.

## Citation
Paul fait une distinction remarquée, et tout à fait exceptionnelle, entre l’enseignement du Seigneur et ce que lui-même dit. Ainsi, d’abord ce que dit le Seigneur :

« À ceux qui sont mariés j’ordonne - non pas moi mais le Seigneur - : que la femme ne se sépare pas de son mari. Si elle en est séparée qu’elle ne se remarie pas ou qu’elle se réconcilie avec son mari, et que le mari ne répudie pas sa femme.
 (1 Cor.7:10-11 Traduction œcuménique de la Bible) »

Ce passage, où l'Apôtre utilise la forme « non pas moi, mais le Seigneur », rappelle la doctrine du mariage tirée directement de l’enseignement du Christ dans son Sermon sur la montagne, qui fait du mariage un sacrement indissoluble.
Immédiatement après il ajoute, tout en déclarant explicitement que cela vient de lui-même :

« Aux autres, je dis — c’est moi qui parle et non le Seigneur — : si un frère a une femme non-croyante et qu’elle consente à vivre avec lui, qu’il ne la répudie pas. Et si une femme a un mari non-croyant et qu’il consente à vivre avec elle qu’elle ne le répudie pas. Car le mari non-croyant est sanctifié par sa femme, et la femme non-croyante est sanctifiée par son mari. S’il en était autrement vos enfants seraient impurs alors qu’ils sont saints. Si le non-croyant veut se séparer qu’il le fasse ! Le frère ou la sœur ne sont pas liés dans ce cas. C’est pour vivre en paix que Dieu vous a appelés. En effet, sais-tu, femme, si tu sauveras ton mari ? Sais-tu, mari, si tu sauveras ta femme ?
 (1 Cor. 7:12-16 Traduction œcuménique de la Bible) »

## Enseignement paulinien
- Le principe de réciprocité est fortement souligné, aussi bien dans la sanctification mutuelle que dans la répudiation... La femme pourrait répudier son mari comme l’inverse. Mari et femme se sanctifient et se sauvent l’un l’autre.
- Dans le cas où l’un recevrait le baptême, l’idéal se trouve dans la continuation du mariage. Il y a même des fruits spirituels à en tirer. Le non-croyant est sanctifié par le baptisé.
- Si pour le non-croyant la situation créée par le baptême de son conjoint est insupportable il peut demander la séparation. La décision du non-croyant est donc nécessaire pour que soit appliqué le privilège paulin.
- Ainsi dans le cas où une différence insurmontable (religieuse ou autre) paralyserait la relation conjugale, une séparation est possible. Le principe de la foi en Christ et du baptême prime sur celui de l’indissolubilité naturelle du mariage.
- Un sens pastoral autorise Paul à déroger à la règle. Il accepte que certaines circonstances exceptionnelles demandent la séparation car « C’est pour vivre en paix que Dieu vous a appelés ».

Ce privilège paulin est inscrit dans le code de Droit canon de l’Église catholique : no 1143. Il se distingue du mariage civil en ce qu'il permet au nouveau baptisé de se marier religieusement, mais aussi de la déclaration de nullité, puisque la validité originelle du premier mariage n'est pas contestée au regard de la loi naturelle. D'après le droit canon, ce privilège ne s'applique qu'aux couples dont aucun des conjoints n'était baptisé au moment du mariage.
Dans la conception de certaines Églises protestantes, le privilège paulin s'applique lorsqu'un nouveau converti est abandonné par un conjoint resté incroyant, ou lorsque le conjoint apostasie, puis déserte le domicile conjugal.

## Le code de droit canonique
Voici les deux canons du Code de Canonique (1983) sur ce privilège paulin :
C.1143
Le mariage conclu par deux non-baptisés est dissous en vertu du privilège paulin en faveur de la foi de la partie qui a reçu le baptême, par le fait même qu’un nouveau mariage est contracté par cette partie, pourvu que la partie non baptisée s’en aille. 

La partie non baptisée est censée s’en aller si elle refuse de cohabiter ou de cohabiter pacifiquement sans injure au Créateur avec la partie baptisée, à moins que cette dernière après la réception du baptême ne lui ait donné une juste cause de départ.
CIS 1120 ; CIS 1123 ; CIS 1126 ; CIO 854
C.1147
L’Ordinaire du lieu peut cependant, pour une cause grave, autoriser la partie baptisée, usant du privilège paulin, à contracter mariage avec une partie non catholique baptisée ou non, en observant aussi les dispositions des canons sur les mariages mixtes.
CIO 858. cf. c/ les canons 1147-1149 CIS 1125